# Alf Bond
Alfred „Alf“ William Bond (* 21. Januar 1911 in Fulham, London; † 1. Juli 1986 in Wandsworth, London) war ein englischer Fußballschiedsrichter. Er ist insbesondere dafür bekannt, dass er als einarmiger Schiedsrichter das FA-Cup-Finale 1955/56 leitete, in dem Bert Trautmann trotz eines Genickbruchs als Torwart bis zum Abpfiff durchspielte.

## Sportlicher Werdegang
Bond spielte als Jugendlicher Fußball und trat im Non-League football an, ehe er im Alter von 19 Jahren bei einem Arbeitsunfall in einer Gummifabrik seinen rechten Arm verlor. Nachdem ein Comebackversuch misslang, widmete er sich dem Schiedsrichterwesen. Dabei leitete er zunächst Spiele in der Corinthian League, The Football Combination und der Southern League, bevor er 1948 in den Schiesrichterkreis der Football League aufgenommen wurde. Zunächst leitete er dort Spiele der Third Division, stieg aber anschließend schnell in die First Division auf. Ab Anfang der 1950er Jahre stand er auf der FIFA-Liste und feierte sein Debüt als Hauptschiedsrichter bei einem Länderspiel am 20. April 1952, als Frankreich und Portugal im Stade Olympique Yves-du-Manoir aufeinander trafen. Später pfiff er bei Pflichtspielen im Rahmen der British Home Championships sowie der Qualifikation zur Weltmeisterschaftsendrunde 1954 respektive dem WM-Turnier vier Jahre später. Aus Altersgründen beendete er Ende des Jahrzehnts seine aktive Laufbahn.
1954 kam Bond erstmals im Wembley-Stadion zum Einsatz, als er das Endspiel um den FA Amateur Cup übernahm. Crook Town und der FC Bishop Auckland als Klubs aus dem County Durham duellierten sich in einem Derby nach zwei inklusive Verlängerung unentschieden endenden Partien insgesamt 330 Minuten, ehe das im Ayresome Park ausgetragene zweite Wiederholungsspiel mit einem 1:0-Erfolg zugunsten von Crook Town endete. Da Bond ein vermeintliches Ausgleichstor nicht anerkannte, hatte er zeitweise in Bishop Auckland den Spitznamen „einarmiger Bandit“.
Zwei Jahre später kehrte Bond nach Wembley zurück, als ihm die Spielleitung für das FA-Cup-Finalspiel zwischen Manchester City und Birmingham City übertragen wurde. Der 3:1-Erfolg von Manchester ist dabei mit dem Zusammenprall von Torwart Bert Trautmann  mit dem gegnerischen Stürmer Peter Murphy verbunden, in dessen Folge Trautmann zunächst bewusstlos liegen blieb. Nachdem Bond Betreuer Laurie Barnett – selbst einst Spieler für unter anderem Manchester City und dabei beim letztmaligen Titelgewinn im FA Cup 1933/34 beteiligt – aufs Spielfeld gelassen hatte und Trautmann sich trotz eines erst später diagnostizierten Genickbruchs aufgerappelt hatte, wurde das Spiel fortgesetzt, Trautmann blieb bis zum Schlusspfiff im Tor und nahm an der anschließenden Siegerehrung durch die Königin Elisabeth II. teil. 